# アンドレア・メサ・ムリーリョ
アンドレア・メサ・ムリーリョ (スペイン語: Andrea Meza Murillo、1976年 - ) は、コスタリカの政治家である。2020年8月25日からコスタリカの環境エネルギー大臣を務める。その前は、コスタリカの気候変動担当の責任者を務めていた。2022年、メザは国連砂漠化対処条約の事務局長イブラヒム・ティアウから同条約の副事務局長に任命される。

## 教育
コスタリカ大学で法学および公証人の学位を取得。さらに、彼女はユトレヒト大学で国際法、ヨーロッパ法、オランダ法、比較行政法、環境法のトレーニングを受けた。彼女は、イベロアメリカ自治体連合（UIM）のカルロス3世大学-メネンデスペラヨ国際大学ので、管理および地方公共管理の大学院専門家の学位を取得する。

## キャリア
メサは持続可能な開発の専門家であり、公共政策の策定とプロジェクトの実行において20年以上の経験がある。彼女は15以上のラテンアメリカ諸国で、米州開発銀行、世界銀行、CAF、欧州連合、UNDPなどの多国間組織や各国政府が資金提供する学際的なプロジェクトに携わってきた。
2015年、彼女はコスタリカの気候変動局長に任命された。2019年2月、メザはコスタリカの国家脱炭素計画の立ち上げを主導した。これは、2050年までに排出量をゼロにするための詳細なロードマップを世界で最初に示したものの1つである。2018年には、気候変動への適応に関する国家政策2018-2030の公表Política Nacional de Adaptación al Cambio Climático 2018-2030も主導した。 
2020年8月25日、カルロス・マヌエル・ロドリゲスが去った後、共和国大統領のカルロス・アルバラードがメサを環境エネルギー大臣に任命した。メサは、COVID-19のパンデミックの間、そして政府の予算削減につながった経済危機の真っ只中に大臣としての役割を引き受けた。
2021年、メサはコスタリカの海洋保護区の拡大、特にココ島国立公園と200周年記念海洋管理区の保護区の大幅な拡大を主導した。これにより、保護された海域が2.7％から30％に拡大した。2022年、メザは国家脱炭素計画の第1段階（2018-2022）の目標の61％がすでに達成されており、2022年末までに83％のコンプライアンスが達成されると予想していると発表した。
2022年、メザは国連砂漠化対処条約の副事務局長に任命された 。

## 私生活
メザは結婚しており、2人の娘がいる。